# Sympycnus deserti
Sympycnus deserti är en tvåvingeart som beskrevs av Vaillant 1953. Sympycnus deserti ingår i släktet Sympycnus och familjen styltflugor. Inga underarter finns listade i Catalogue of Life.